# Giacomo Augello
Giacomo Sebastiano Augello (Delia, 11 aprile 1931 – 13 maggio 1997) è stato un politico italiano.